# Tào Trọng quân
Tào Trọng quân (chữ Hán: 蔡仲君; trị vì: 1001 TCN - 935 TCN), tên thật là Cơ Bình (姬平), là vị vua thứ ba của nước Tào – chư hầu nhà Chu trong lịch sử Trung Quốc.
Tào Trọng quân là con của Tào Thái bá – vua thứ 2 nước Tào. Sau khi Thái bá mất, Cơ Bình lên thay, tức là Tào Trọng quân.
Sử sách không ghi chép sự kiện xảy ra liên quan tới nước Tào trong thời gian ông làm vua.
Khoảng năm 935 TCN, Tào Trọng quân qua đời. Con ông là Cơ Hầu lên nối ngôi, tức là Tào Cung bá.